# Suore del Cuore Immacolato di Maria (Baguio)
Le Suore del Cuore Immacolato di Maria (in inglese Sisters of the Immaculate Heart of Mary; sigla S.I.H.M.) sono un istituto religioso femminile di diritto pontificio.

## Storia
La congregazione fu fondata il 7 giugno 1952 dal vescovo missionario William Brasseur, della congregazione del Cuore Immacolato di Maria, vicario apostolico di Mountain Province, nelle Filippine. La formazione delle prime cinque postulanti, appartenenti al popolo indigeno degli Igorot, fu affidata alle canonichesse missionarie di Sant'Agostino.
L'erezione canonica della comunità in congregazione religiosa ebbe luogo il 3 ottobre 1952.

## Attività e diffusione
Le suore si dedicano all'insegnamento del catechismo, all'educazione dell'infanzia e della gioventù, all'assistenza agli ammalati.
Oltre che nelle Filippine, sono presenti in Canada; la sede generalizia è a Baguio.
Alla fine del 2015 l'istituto contava 83 religiose in 29 case.